# Eschborn-Francoforte 2025
La Eschborn-Francoforte 2025, sessantaduesima edizione della corsa e valida come ventunesima prova dell'UCI World Tour 2025 categoria 1.UWT, si svolse il 1º maggio 2025 su un percorso di 198,7 km, con partenza da Eschborn e arrivo a Francoforte sul Meno, in Germania. La vittoria fu appannaggio dell'australiano Michael Matthews, il quale completò il percorso in 4h38'33", alla media di 42,8 km/h, precedendo il danese Magnus Cort Nielsen e lo spagnolo Jon Barrenetxea.
Sul traguardo di Francoforte sul Meno 92 ciclisti, dei 125 partiti da Eschborn, portarono a termine la competizione.

## Squadre e corridori partecipanti
| N.    | Cod. | Squadra                 |
| ----- | ---- | ----------------------- |
| 1-7   | RBH  | Red Bull-Bora-Hansgrohe |
| 11-17 | COF  | Cofidis                 |
| 21-27 | EFE  | EF Education-EasyPost   |
| 31-37 | LTK  | Lidl-Trek               |
| 41-47 | SOQ  | Soudal Quick-Step       |
| 51-57 | ADC  | Alpecin-Deceuninck      |
| 61-67 | TUD  | Tudor Pro Cycling Team  |
| 71-77 | UAD  | UAE Team Emirates XRG   |
| 81-87 | TBV  | Bahrain Victorious      |

| N.      | Cod. | Squadra                |
| ------- | ---- | ---------------------- |
| 91-97   | JAY  | Team Jayco AlUla       |
| 101-107 | UXM  | Uno-X Mobility         |
| 111-117 | IPT  | Israel-Premier Tech    |
| 121-127 | MOV  | Movistar Team          |
| 131-137 | TPP  | Team Picnic PostNL     |
| 141-147 | IWA  | Intermarché-Wanty      |
| 151-157 | XAT  | XDS Astana Team        |
| 161-167 | Q36  | Q36.5 Pro Cycling Team |
| 171-177 | ARK  | Arkéa-B&B Hotels       |

## Ordine d'arrivo (Top 10)
| Pos. | Corridore           | Squadra  | Tempo    |
| ---- | ------------------- | -------- | -------- |
| 1    | Michael Matthews    | Jayco    | 4h38'33" |
| 2    | Magnus Cort Nielsen | Uno-X    | s.t.     |
| 3    | Jon Barrenetxea     | Movistar | s.t.     |
| 4    | Neilson Powless     | EF       | s.t.     |
| 5    | Frederik Wandahl    | Red Bull | s.t.     |
| 6    | A. Withen Philipsen | Lidl     | s.t.     |
| 7    | Stefano Oldani      | Cofidis  | s.t.     |
| 8    | Marc Hirschi        | Tudor    | s.t.     |
| 9    | Nico Denz           | Red Bull | s.t.     |
| 10   | Warren Barguil      | Picnic   | s.t.     |